# 쿼리도

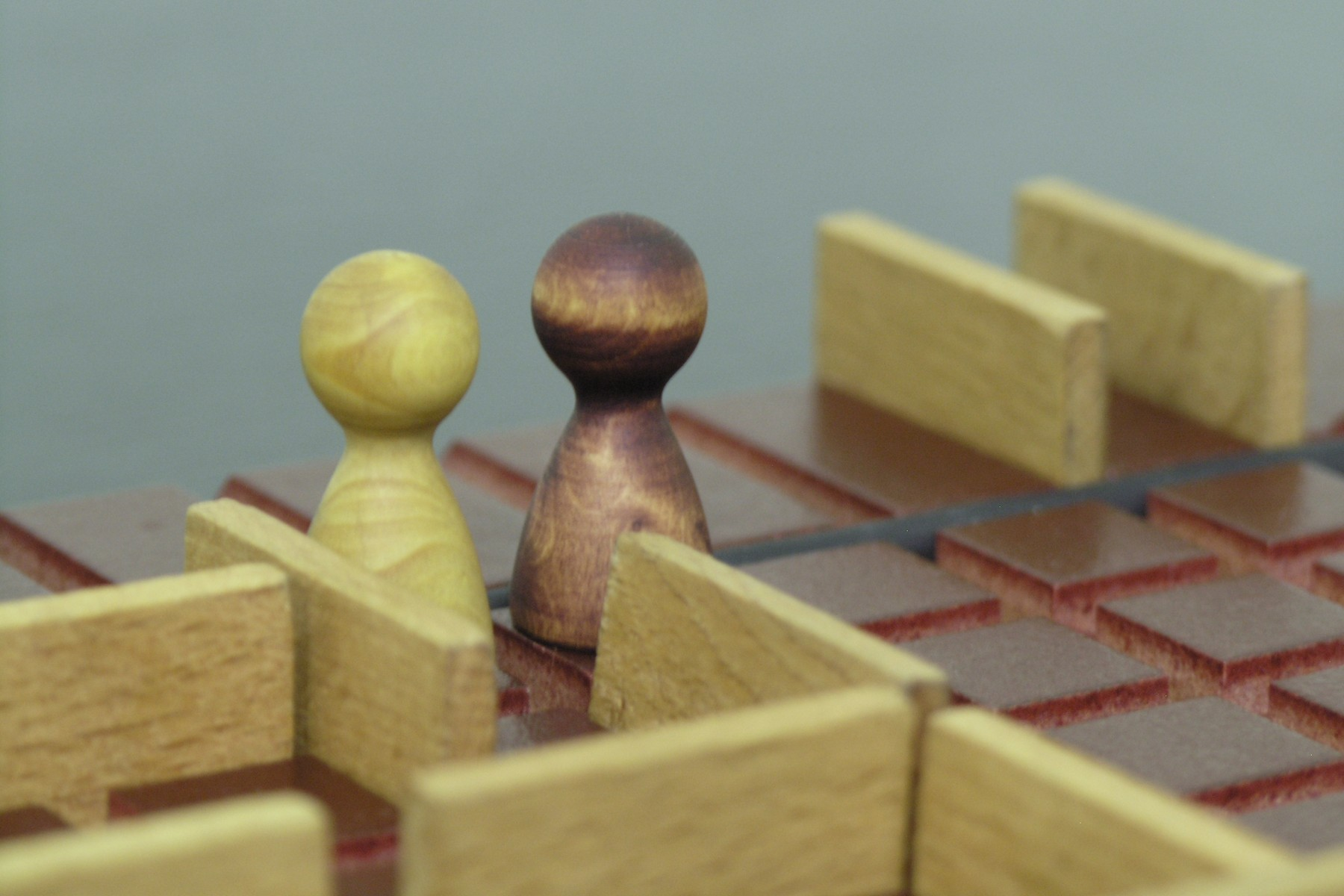
쿼리도

쿼리도(영어: Quoridor)는 2인 또는 4명이서 하는 추상 전략 게임이다. 개발자는 Mirko Marchesi이며, 발매사는 기가믹이다. 쿼리도는 1997년 멘사 셀렉트로 선정되었으며, 1997년 미국, 프랑스, 캐나다, 벨기에에서 올해의 게임으로 선정되었다.

## 규칙

### 2인일 때
9 x 9 모양의 정사각형 게임판을 두고 각자의 말을 가진다. 각각의 플레이어는 그 말을 제일 앞 줄 중간에 두고 장애물을 10개씩 갖는다. 그리고 한명씩 번갈아가면서 말을 움직이거나 장애물을 둘 수 있다. 말은 상하좌우로 딱 1칸만 옮길 수 있으며, 예외를 제외하고 대각선은 불가하다. 장애물을 두면 말은 그 장애물을 건너서 갈 수 없게 된다. 본인의 말 앞에 상대의 말이 있다면, 말을 넘어갈 수 있다. 만약 본인의 말 앞에 상대의 말이 있는데, 상대의 말 바로 앞에 장애물이 있으면 상대의 말쪽으로 대각선으로 이동할 수 있다. 또, 대각선으로 넘어갈 수 있을 때 만약 그 자리 바로 앞에 장애물이 있으면 뛰어넘을 수 없다. 상대방 출발점이 있는 줄로 들어가면 승리한다. 이 게임은 자신이 세운 장애물이 자신에게 장애물이 될 수 있으므로 신중하게 선택해야 한다.

### 4인일 때
다음을 제외하고는 2인일 때의 규칙과 같다.
- 각각의 플레이어는 장애물을 5개씩 갖는다.
- 본인의 말 앞에 상대의 말이 있고, 그 앞에 다른 상대의 말이 있는 경우, 말을 넘어갈 수 없다. 말을 넘어가는 것은 오직 본인의 말 앞에 상대의 말이 있을 때 뿐이다.
- 대각선으로 넘을 수 있게 되었을 때 그 자리에 상대의 말이 있으면 그 자리로 넘어갈 수 없다.